# Jüdischer Friedhof (Palanga)
Koordinaten: 55° 54′ 2,1″ N, 21° 3′ 14″ O

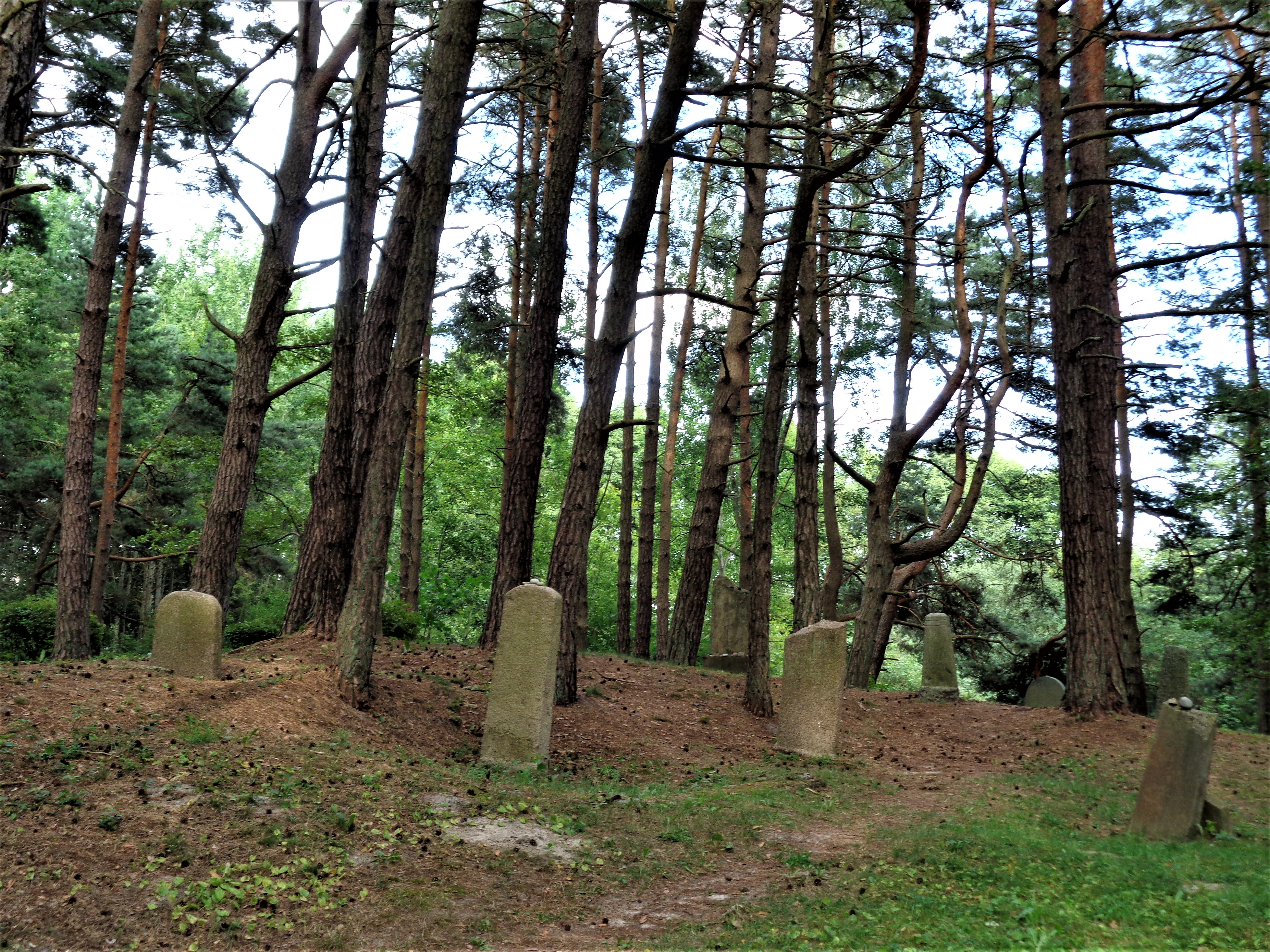
Jüdischer Friedhof Palanga (2018)

Der jüdische Friedhof Palanga liegt in Palanga (deutsch Polangen), einer Stadt im Bezirk Klaipėda im äußersten Nordwesten Litauens.
Auf dem jüdischen Friedhof südlich des Ortes, direkt am südlichen Rand des „Palangos Botanikos parkas“ und unweit der sich westlich erstreckenden Ostsee, sind Grabsteine erhalten.